# 堕落之王 (電子遊戲)
《堕落之王》是一款由Deck13和CI Games开发的動作角色扮演遊戲，于2014年10月28日在PlayStation 4、Xbox One和Windows平台发行。手机版本于2017年2月9日在iOS和Android 平台上发行。同名续作于2023年10月发行。